# Jurbarkas
Jurbarkas je litevské okresní město v Tauragėském kraji, 45 km na jihovýchod od krajského města Tauragė, 86 km na západ od Kaunasu. Leží na pravém (severním) břehu Němenu, při soutoku s řekou Mituvou, do které se ve městě vlévá řeka Imsrė. Městská památková rezervace. V Jurbarku je katolický kostel Nejsvětější Trojice (postaven 1907, první byl postaven roku 1430), evangelický luterský kostel (postaven 2009, první byl postaven roku 1851), v bývalém pravoslavném kostele se konají výstavy, koncerty, dále památník Vytautasovi Velikému, kulturní dům, pošta (PSČ LT-74001), muzeum dějin kraje, muzeum Vince Gryba (založeno 1958 – památková usedlost), turistická informační kancelář, okresní nemocnice. Starý hřbitov je v centru města, nový hřbitov je v jihozápadní čtvrti Kalnėnai. Jihozápadní čtvrti jsou Kalnėnai a (průmyslová) Barkūnai. Ve městě, na levém břehu řeky Imsrė je také hradiště Bišpilio piliakalnis.

## Minulost města
Jurbarkas je zmiňován od roku 1259. V historickém centru města však byl archeology nalezen hrob ženy, datovaný přibližně do 4. - 5. století. Žena byla křehké postavy, pod její lebkou byla nalezena část mosazné čelenky a také mosazný náramek.

## Obyvatelstvo
| 1823 | 1885  | 1897  | 1904  | 1923  | 1939  | 1959  | 1970  | 1974   | 1976   | 1979   | 1989   | 2001   |
| ---- | ----- | ----- | ----- | ----- | ----- | ----- | ----- | ------ | ------ | ------ | ------ | ------ |
| 3000 | 2 869 | 7 400 | 6 490 | 4 409 | 5 200 | 4 400 | 6 541 | 10 500 | 11 200 | 10 644 | 14 310 | 13 797 |
|      |       |       |       |       |       |       |       |        |        |        |        |        |

## Partnerská města
- Ryn, Polsko
- Laakdal, Belgie
- Něman, Kaliningradská oblast Ruska
- Bogense, Dánsko
- Berlínská čtvrť Lichtenberg, Německo
- Crailsheim, Německo

## Původ názvu
Původ názvu je nelitevský, vznikl z německého jména Georg (původem řecké) a obecného slova Burg (hrad) – původní název Georgenburg. V nářečí místních požemaitštěných Němců byl zkomolen na Jurgenborg, a Litevci jej dále zkomolili na Jurbarkas.

## Galerie

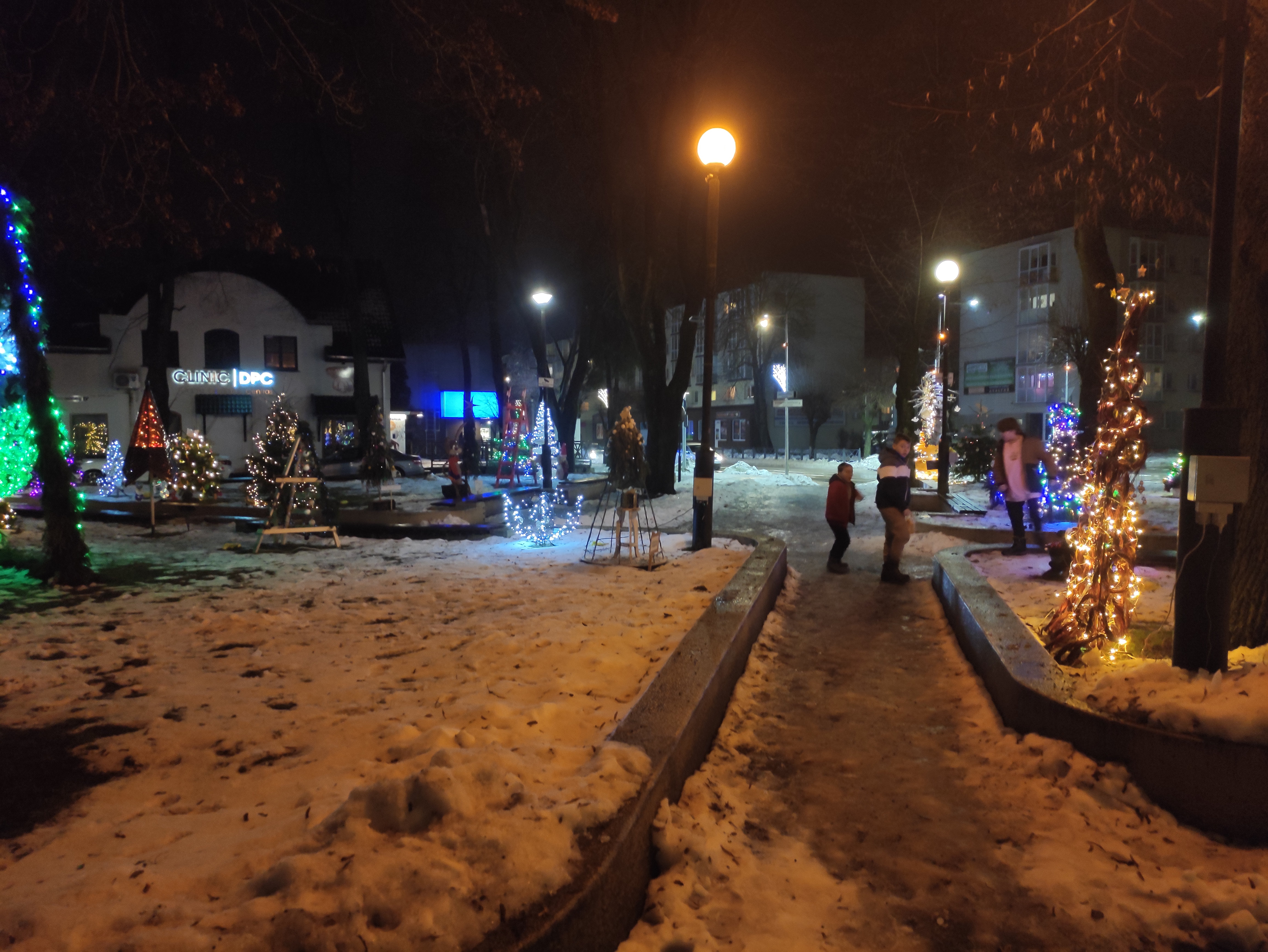
V zimě
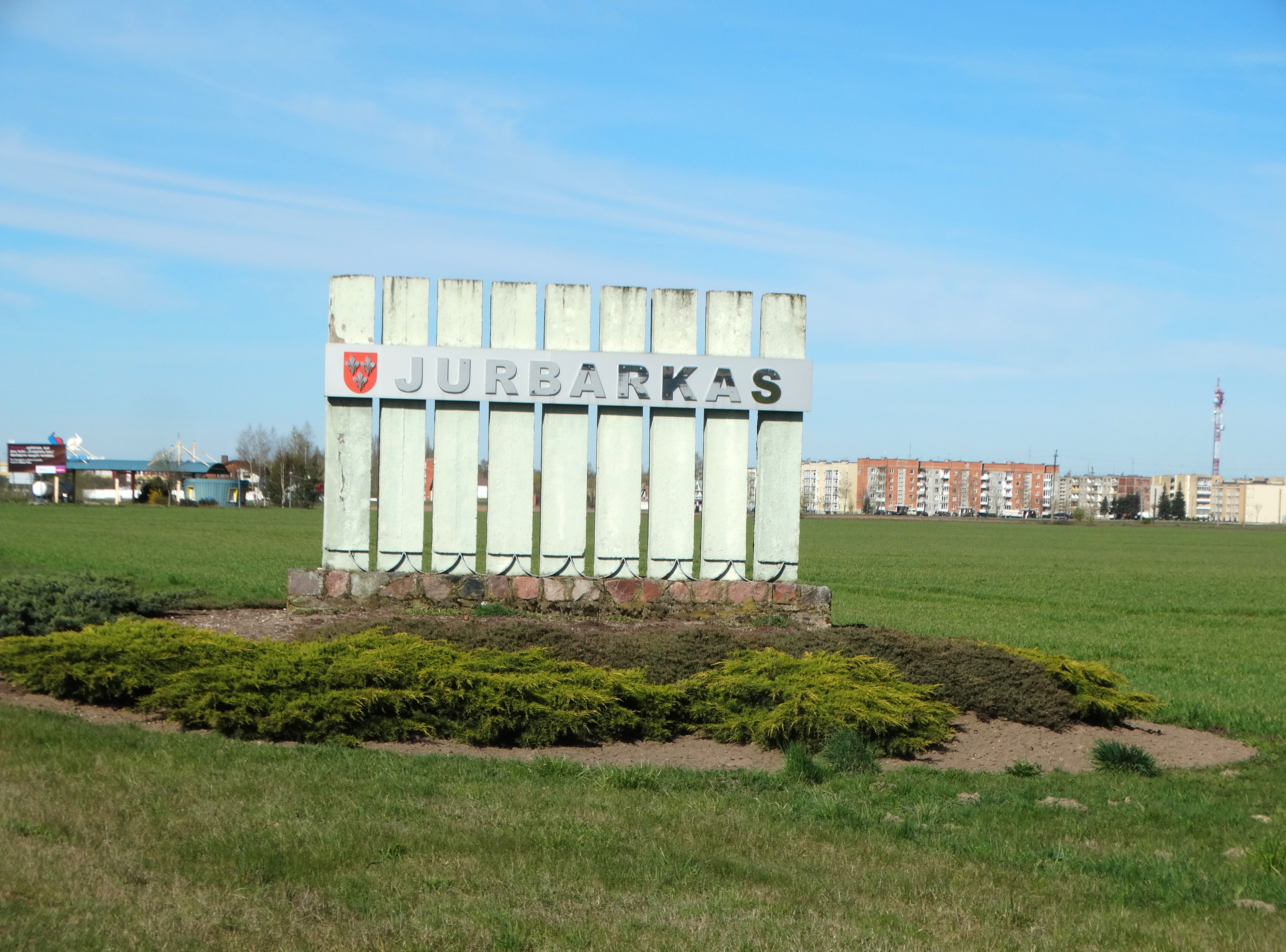
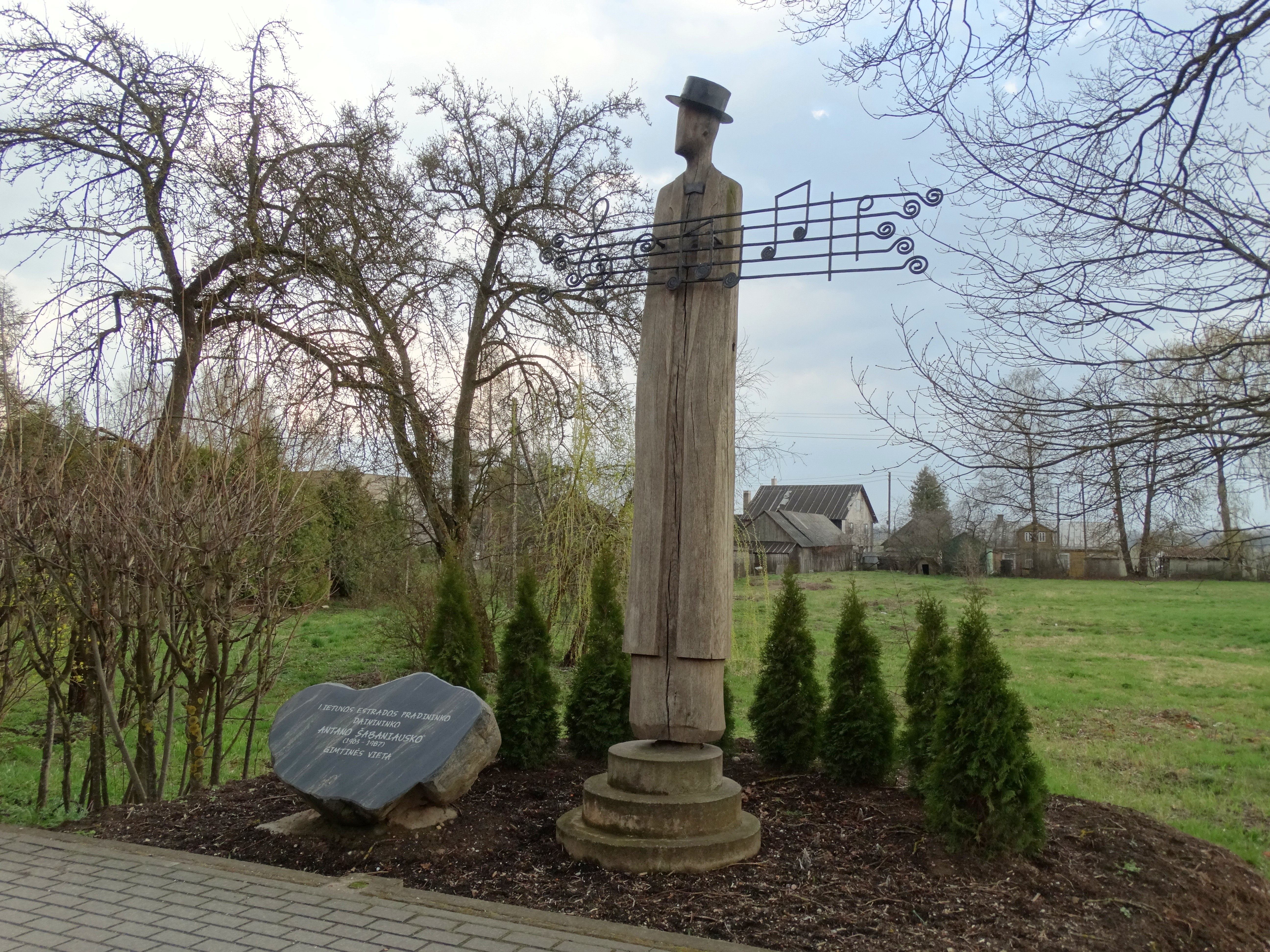
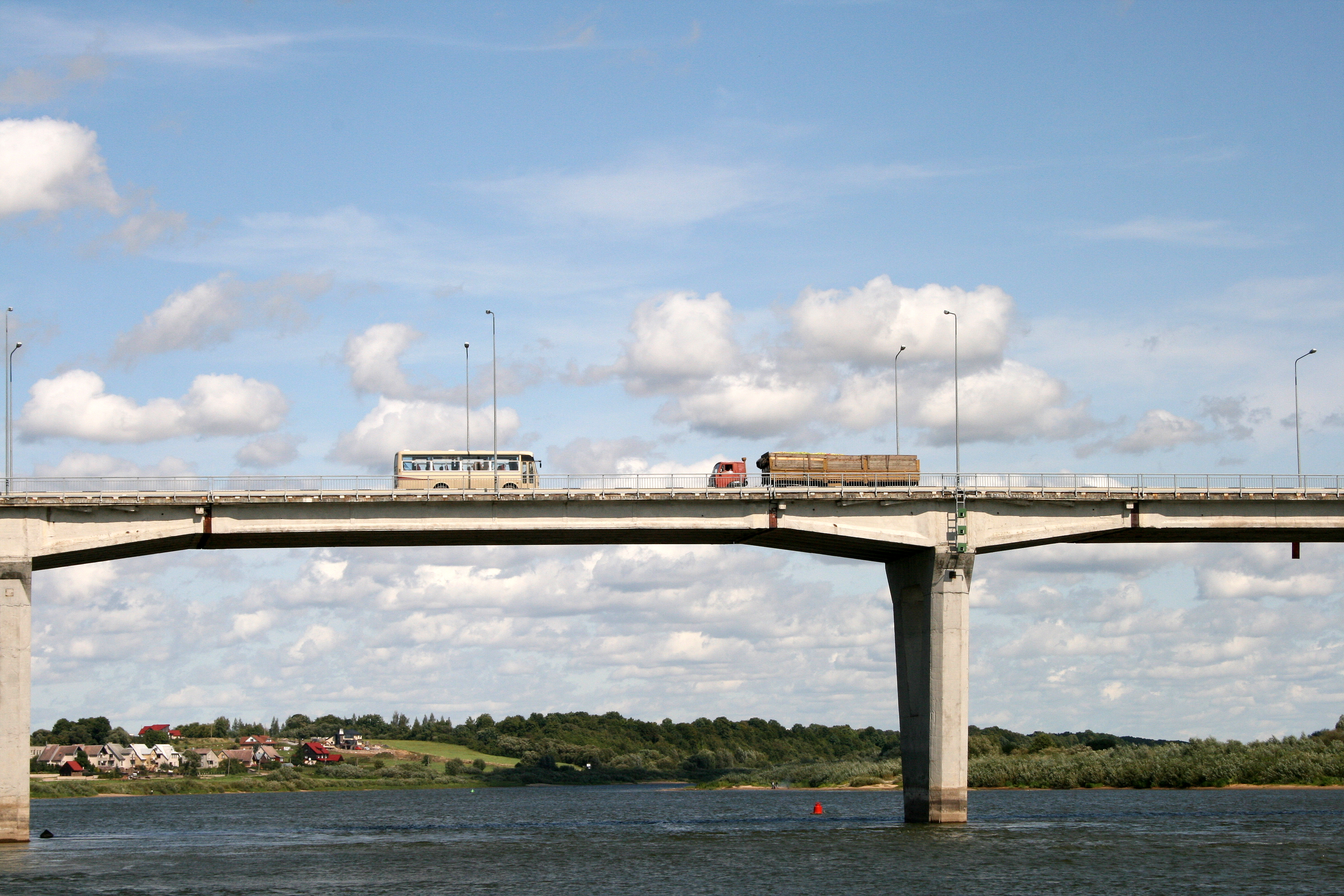